# Galang (canción)
«Galang» es una canción de M.I.A., incluida en su primer álbum de estudio, Arular (2005).

## Antecedentes
A raíz de sus trabajos para el diseño de la portada del álbum The Menace (2000) de la banda británica Elastica, M.I.A. documentó la subsiguiente gira de la banda por Estados Unidos y les dirigió el vídeo musical de «Mad Dog God Dam» (2000). Durante la gira conoció a la artista de electroclash Peaches, que fue telonera de Elástica en el recorrido. Las presentaciones de la canadiense, en las cuales solo utilizaba un secuenciador Roland MC-505 Groovebox, inspiraron a M.I.A. a adentrarse en la música. En Londres, Justine Frischmann de Elástica le regaló una Roland MC-505 Groovebox con la que empezó a construir demos con la mezcla de hip hop, dancehall y reggaeton con bases de ocho bits. Al no considerarse una buena cantante, M.I.A. pensó en convertirse en productora musical, en un principio buscó en diversos clubes a caribeñas para que interpretaran sus composiciones, sin embargo no tuvo éxito. Finalmente, eligió realizar las voces por sí misma. Al respecto, comentó: «Yo no quería convencer a nadie de que era bueno. Sentí que era mucho mejor probar que podía ser un individuo».
Fuente: